# Port-Royal

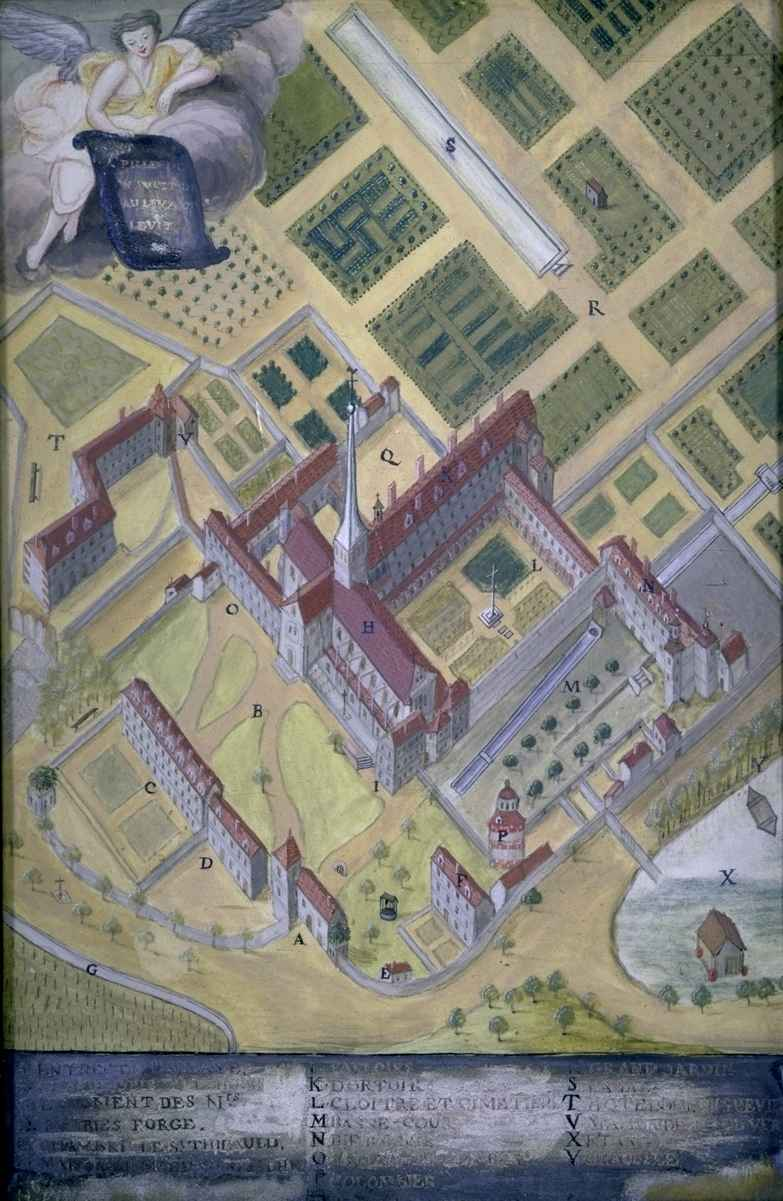
Plan opactwa Port-Royal

Port-Royal (des-Champs) – powstałe w 1204 roku pod Paryżem opactwo cysterek, którego mniszki, domagając się odnowy moralnej Kościoła, oskarżone zostały o jansenizm, co skutkowało kasatą klasztoru.
W 1635 roku, gdy przełożoną klasztoru była Angélique Arnauld, kierownictwo duchowe w opactwie przejął Saint-Cyran – najbliższy przyjaciel biskupa Janseniusza. Przykładne życie ksieni i posłuch, jaki miała wśród sióstr, umożliwiły reformę klasztoru. Surowe zasady, którymi kierowały się mniszki i ich ascetyczne życie przyciągały do klasztoru wielu zacnych ludzi. Zamieszkiwali oni w opactwie i z dala od otaczającego ich świata prowadzili ciche i pobożne życie, oddając się rozmyślaniom i nauce. Byli wśród nich: Racine, brat ksieni – Antoine Arnauld – doktor Sorbony, oraz Pascal, którego z klasztorem łączyła dodatkowo rodzona siostra Jacqueline, będąca jedną z mniszek.
W 1638, pod pretekstem herezji, Saint-Cyran został aresztowany przez kardynała Richelieu obawiającego się zrodzenia w Port-Royal opozycji wobec dworu Ludwika XIII. Spory wynikłe z konfliktu z jansenizmem, polityczny charakter, jaki przybierały i kłótnie wśród duchownych francuskich zakończyły się w 1655 obowiązkiem podpisania przez wszystkich duchownych deklaracji potępiającej Janseniusza. Początkowa odmowa złożenia podpisu przez siostry z Port-Royal zaskutkowała nadzorem policyjnym klasztoru i zamknięciem jego szkół. W imię posłuszeństwa, ale sprzecznie z wewnętrznym przekonaniem, cysterki w 1669 roku złożyły ostatecznie swe podpisy pod deklaracją. Fakt ten przeszedł do historii pod terminem Pokoju Klementyńskiego (od imienia ówczesnego papieża Klemensa IX). Pokój jednak pokojem nie był. W tym samym roku umarł papież i wkrótce zaczęła się kasata zakonu, a w 1709 roku Port-Royal zrównano z ziemią.

## Cud Świętego Ciernia
24 marca 1656 w opactwie miał miejsce Cud świętego ciernia, który utwierdził zakonnice o słuszności swych poczynań. Nieuleczalnie chora dziesięcioletnia siostrzenica Pascala, Marguerite Périer, wychowanka Port-Royal, w czasie nabożeństwa z relikwiarzem Korony Cierniowej została w sposób cudowny uleczona. Wydarzenie to wywołało dyskusję. Jezuici chcieli je zbanalizować, podczas gdy zakonnice przypisywały mu znaczenie Bożego znaku. Werdykt procesu, jaki odbył się w tej sprawie, był przychylny mniszkom. Przesłuchawszy świadków i przebadawszy obszerną dokumentację chirurgiczną arcybiskup Paryża uznał to zjawisko za cud. Werdykt ten stał się potężnym argumentem w sporach jansenistów z jezuitami.